# Мембрана
Мембраната е тънка преграда, предотвратяваща напълно или частично (полупропусклива мембрана) преминаването на вещества. Мембраните се срещат в природата – биологични мембрани като клетъчната мембрана – или намират приложение в техниката, като хидроизолационните мембрани или мембранните конструкции.